# 迈克尔·度德威特
迈克尔·度德威特（Michaël Dudok de Wit，1953年7月15日—）生于荷兰阿布考德，是一位动画师，导演，插画家。他起初在瑞士学习版画，之后在1978年毕业于英国的西萨瑞艺术学院（West Surrey College of Art）学习动画，且完成首部作品《会见》（The Interview)。在巴塞罗那工作一年之后，定居在英国为电影、电视以及广告制作动画。1992年他创作了第一部动画短片《清洁工汤姆》（Tom Sweep），1994年的《和尚与飞鱼》使他获得（The Monk and the Fish）获得了奥斯卡最佳动画短片的提名和其它众多奖项包括法国凯撒奖与欧洲金动画奖等。他同时也制作儿童图书，并在英国等地的艺术学院教课。
迈克尔·度德威特的成名作是他2000年的作品《父与女》（Father and Daughter ），他通过这部动画短片，获得了奥斯卡最佳动画短片奖、萨格勒布国际动画电影节最佳动画短片奖和安锡评委会大奖等其它奖项。2006年的作品《芳香之茶》（The Aroma of Tea）全部是用来茶来制作完成。

## 作品特点
他对东方的书法十分欣赏，所以受到中国和日本的水墨画的影响，所以他的作品都是用水墨线条来完成。另外迈克尔·度德威特很会把音乐与影像相结合，用音乐来烘托主人公的内心和故事的节奏，起到了非常好的效果。

## 作品

### 动画短片
- 《会见》(The Interview) (1978年)
- 《清洁工汤姆》(Tom Sweep) (1992年) 3分钟
- 《和尚和鱼》(The Monk and the Fish) (Le Moine et le poisson) (1994年) 6分钟
- 《父与女》(Father and Daughter) (2000) 8分30秒
- 《芳香之茶》(The Aroma of Tea) (2006) 3分20秒

### 動畫電影
- 《紅烏龜：小島物語》(The Red Turtle) (2016)

### 插画
- "Snakes and Ladders" (card game, 1991)
- "The History of Geneva" (Editions Chenoises, Geneva 1991)
- "Oscar & Hoo" (Harper Collins 2001) ISBN 3-7941-5022-8
- "Oscar and Hoo Forever"(Harper Collins 2003) ISBN 0-00-714008-8
- "Vader en dochter" (Leopold, NL, 2001) ISBN 90-258-3494-9
- "Vier bevertjes in de nacht" (Leopold, NL, 2004) ISBN 90-7433-690-6
- "Vier bevertjes en een kastanje" (Leopold, NL, 2007) ISBN 978-90-258-5030-2